# Кратчфілд Степлтон
Кратчфілд Степлтон (англ. Stapleton Crutchfield) (21 червня 1835 — 6 квітня 1865) - Американський військовик, випускник Вірджинського Військового інституту, який служив артилеристом під час громадянської війни. З травня 1862 року був шефом артилерії при генералі Томасі Джексоні. В ході битви при Чанселорсвіллі він був поранений в ногу одночасно з Джексоном і зміг повернутися в стрій тільки в кінці війни. Загинув у битві при Сайлерс-Крік.

## Ранні роки
Степлтон Кратчфілд народився в 1835 році в окрузі Спотсільвейні в сім'ї Політика Оскара Майнора Кратчфілда і Сьюзан Гейтвуд. Його старший брат помер у віці 8 місяців, молодший брат Егберт Мантлберт (1840-1896) згодом бився в рядах рейнджерів Мосбі, а іншим братом був Оскар Майнор молодший (1843-1893). У 1851 році Степлтон вступив до Вірджинський військовий інститут, але вже через місяць був виключений за порушення дисципліни. Він повторно вступив в 1852 році і на цей раз закінчив інститут першим по успішності 4 липня 1855 року. Одним з його вчителів був Томас Джонатан Джексон. Після випуску Кратчфілд залишився в інституті, де став викладати математику і тактику. З 1858 року він мав ступінь професора математики.

## Громадянська війна
Коли в квітні 1861 року почалася громадянська війна, Кратчфілд залишився в Лексінгтоні і близько трьох місяців тимчасово виконував обов'язки суперінтенданта військової академії. Зокрема, він організовував переправлення в Річмонд 10 000 мушкетів з арсеналу Академії. Він також займався тренуванням рекрутів, набраних в тому регіоні. 1 травня 1861 року він офіційно вступив до армії Конфедерації, отримавши звання майора. 7 липня 1861 року він був визначений у 9-й Вірджинський піхотний полк. 1 жовтня він був переведений в 58-й Вірджинський піхотний полк, але через хворобу не зміг брати участь в осінніх компаніях. На початку 1862 року він був обраний підполковником 58-го, але під час реорганізації полку 1 травня він втратив це місце. Через два дні він був обраний полковником 16-го Вірджинського піхотного полку, але відмовився через погане здоров'я.
У цей час його колишній вчитель Томас Джексон командував армією в долині Шенандоа. Він звільнив свого шефа артилерії за пияцтво і 17 травня запропонував Степлтону зайняти його місце. У Кратчфілда не було бойового досвіду, але Джексон добре знав його по інституту, був упевнений в його здібностях і цінував його моральні принципи. Було відомо, що після смерті матері Кратчфілд ніколи не вживав алкоголь.
Приблизно за тиждень до призначення Кратчфілд вже тимчасово командував артилерією Джексона під час битви при Макдауелл. Але в тій битві артилерія не була задіяна і Кратчфілд нічим не проявив себе. Однак це допомогло йому освоїтися на новій посаді. У самий день призначення армія Джексона йшла на з'єднання з дивізією генерала Юелла. У цей момент артилерія армії налічувала 27 гармат і 369 чоловік. 21 травня дивізії Джексона і Юелла з'єдналися в армію долини, і тепер під початком Кратчфілда опинилися 47 гармат і ще кілька сотень людей.

### Битва при Фронт-роялі
23 травня 1862 року армія Джексона атакувала місто Фронт-Рояль, який займав федеральний 1-й Мерілендський полк. Сіверяни відступили за місто на висоту Річардс-Хілл і встановили на висоті два нарізних 10-фунтових гармат Паррота. Кратчфілд викликав артилерію на висоту Прічардс-Хілл, але першою підійшла батарея гладкоствольних гармат, непридатних для дуелі з Парротами. Слідом підійшла батарея Куртні, але тільки одне знаряддя виявилося нарізним. Кратчфілд велів йому почати перестрілку, але вона не дала великого ефекту. Коли Кратчфілд знайшов ще два знаряддя, федеральний полк вже відступив за річку. Після битви Кратчфілд визнавав, що артилерія працювала неефективно. Він написав у рапорті, що артилерія дивізії Юелла була підпорядкована йому всього вдень «або близько того» раніше, і він не встиг виявити складу її батарей. Історик Ейселбергер писав, що Кратчфілд навіть не зробив спроби розібратися зі знаряддями дивізії, хоча їх було всього 22, і у нього було як мінімум цілий ранок для цього.
На думку історика Еглстона, Кратчфілд ще взимку мав справу з однією з батарей дивізії Юелла і повинен бути знайомий з її складом. Все, що йому було потрібно-це поставити батарею Ласка (з її двома нарізними знаряддями) в авангарді. Хоча в будь-якому випадку, всього трьома нарізними знаряддями він міг і не впоратися з федеральними Парротами.